# Андреоцци, Гаэтано
Гаэтано Андреоцци (итал. Gaetano Andreozzi; 22 мая 1755, Аверса, Кампания — 21 декабря или 24 декабря 1826, Париж) — итальянский оперный композитор, капельмейстер. Представитель неаполитанской школы.

## Биография
Племянник композитора Никколо Йоммелли. Изучал вокал, гармонию и контрапункт в Консерватории Санта-Мария-ди-Лорето в Неаполе под руководством Пьетро Антонио Галло, Феделе Фенароли и своего дяди Никколо Йоммелли.
Впервые выступил перед публикой в конце февраля 1779 года в римской церкви Chiesa Nuova с ораторией Giefte. Создал несколько комических опер в Венеции и Флоренции.
В 1784 году отправился в Санкт-Петербург, где исполнил две свои оперы: Didone abbandonata и Giasone e Medea. В следующем году вернулся в Неаполь. Весной 1786 года женился во Флоренции. Его женой стала ученица Г. Андреоцци, сопрано Анна де Санти (1772—1802), ставшая известною примадонною, которая выступала на сценах во Флоренции и в Дрездене.
Г. Андреоцци сопровождал её в Мадрид (в 1791), где его оперы исполнялись в Театре Лос-Каньос-дель-Пера (Teatro de los Caños del Pera). Жена Г. Андреоцци в 1802 году трагически погибла — утонула в Эльбе.
В 1806 году стал импресарио Театра Сан-Карло и посвятил себя пению. В 1825 году по приглашению своей бывшей ученицы Марии Каролины, дочери короля Обеих Сицилий Франциска I он приехал в Париж, где и умер год спустя.

## Творчество
Автор многих опер, в своё время пользовавшихся значительным успехом. Лучшею оперою считается «Giovanna d’Arco» (1790); кроме того, оперы: «Virginia» (1786), «Il santo circo» (1790), «Virgine del sole» (1809), «Didona abandonnata» (1792).
Писал также духовную музыку, камерные композиции, оратории, кантаты и квартеты, менуэты, рондо и арии Dal segno. Замечательна его оратория «Саул» (1804).

## Работы
- Недоразумение (игривая драма, 1781, Флоренция )
- Arbace (опера серии, либретто Гаэтано Сертора, 1781, Ливорно )
- Безумцы за разъединение (игривая драма, либретто Пьера Антонио Бальякка, 1782, Венеция )
- Олимпиада (опера серии, либретто Пьетро Метастазио , 1782, Пиза )
- Баязет (опера серии, либретто Агостино Пиовене, 1783, Флоренция )
- Медонте, король Эпира (серьезная работа, либретто Джованни де Гамерры , 1783, Александрия )
- Трудолюбивая любовь (интерлюдия, либретто Дж. Касорри, 1783, Флоренция )
- Что может случиться (игривая драма, 1784, Венеция )
- Дидона заброшена (серьезная работа, либретто Пьетро Метастазио , 1784, Санкт-Петербург )
- Ясон и Медея (опера серии, 1785, Санкт-Петербург )
- Три фанатика (опера-буффа, либретто Джузеппе Паломбы, 1785, Неаполь )
- Катон в Ютике (серьезная работа, либретто Пьетро Метастазио , 1786, Кремона )
- Вирджиния (серьезная работа, из либретто «Падение Децемвира » Сильвио Стампилья , 1787, Генуя )
- Агесилао, король Спарты (опера серии, либретто Франческо Баллани, 1788, Венеция )
- Арминий (опера серии, либретто Фердинандо Моретти, 1788, Венеция )
- Теодолинда (опера серии, либретто Джандоменико Богджо, 1789, Турин )
- Джованна д'Арко, или pulcella d'Orléans (серьезная работа, либретто Симеоне Антонио Сографи, 1789, Виченца )
- Артаксеркс (опера серии, либретто Пьетро Метастазио , 1789, Ливорно )
- Смерть Юлия Цезаря (опера серии, либретто Гаэтано Сертора, 1790, Рим )
- Густав, король Швеции (сомнительно) (опера серии, 1791, Мадрид )
- Ложный слепой (опера буффа, либретто Пьетро Тринчера, 1791, Неаполь )
- Анжелика и Медоро (серия опер, либретто Гаэтано Сертора, на Пьетро Метастазио , 1792, Флоренция )
- Гамлет (оперная серия, либретто Джузеппе Марии Фоппы, на Жан-Франсуа Дюси , 1792, Падуя )
- Влюбленные в Темпе (пастырское, либретто Джованни де Гамерры , 1792, Флоренция )
- Sofronia ed Olindo (трагическое действие, либретто Карло Серниколы , 1793, Неаполь )
- Инес де Кастро (опера серии, либретто Козимо Джотти, 1793, Флоренция )
- Неожиданная свадьба (опера Буффа, 1793, Неаполь )
- Саулле (Тень Самуле или смерть Саулле) (серьезная работа, либретто Франческо Саверио Сальфи , 1794, Неаполь )
- Принцесса-философ или Il contravveleno (опера буффа, либретто Симеоне Антонио Сографи , по мотивам Донны Дианы , Агустин Морето , 1794, Венеция )
- Арсиное (серьезная работа, либретто Микеле Рисполи, 1795, Неаполь )
- Триумф Арсака (опера серии, либретто Франческо Баллани, 1796, Рим )
- Дева солнца (серьезная работа, либретто К.Л. Росси, о Жан-Франсуа Мармонтеле , 1797, Палермо )
- Смерть Клеопатры (серьезная работа, либретто Гаэтано Росси и Симеоне Антонио Сографи, 1797, Палермо )
- Argea opera seria, либретто Джандоменико Богджо, 1798, Национальный театр (бывший Регио) Турин )
- Памела Нубиле (опера Буффа, 1800, Парма )
- Sesostri (серьезная работа, либретто Апостоло Зено 1802, Неаполь )
- Армида и Ринальдо (оперная серия, либретто Джованни Шмидта по мотивам поэмы «Освобожденный Иерусалим» Торквато Тассо , 1802, Театр Сан-Карло-ди Неаполь
- Пирамо и Тисбе (опера серии, либретто Джованни Шмидта, 1803, Неаполитанский театр Сан-Карло с Джованни Баттиста Веллути и Гаэтано Кривелли )
- Триумф Александра (опера серии, либретто Андреа Пассаро, 1803, Неаполь )
- Триумф Клавдии (опера серии, 1803, Флоренция )
- Седесклаво (опера серии, либретто Микеланджело Прунетти, 1805, Рим )
- Триумф Томири (опера серии, либретто Ф. Каммарано, 1807, Неаполитанский театр Сан-Карло с Кривелли)
- Все ошибки сделаны мужьями (Бурлетта, 1814, Флоренция )
- Триумф Александра Македонского (серьезная работа, либретто Андреа Пассаро, 1815, Рим )